# Bandar Abbas
Bandar Abbas o Bandar-e ‘Abbās (persa: بندر عباس; conegut pels europeus com Gombroon deformat a Gamrun pels holandesos) és un port de l'Iran, capital de la província d'Hormozgan a la costa del golf Pèrsic, prop de l'estret d'Ormuz. És la base principal de la marina iraniana. La seva població el 2005 s'estimava en 352.173 habitants.

## Dades de la ciutat
Prop de Bandar Abbas hi ha els turons Geno, a 17 km al nord, i el Pooladi, a 16 km al nord-oest. El riu més proper és els Shoor que neix a la muntanya Geno i desaigua al golf Pèrsic a 10 km de la ciutat. La ciutat disposa d'un aeroport internacional. Els seus habitants parlen el dialecte bandarí (بندری). A la zona es produeixen dàtils, cítrics, tabac, canya de sucre, i es pesca principalment tonyina. és seu d'almenys tres universitats (Ciències Mèdiques, Hormozgan i Universitat Islàmica Azad)

## Història
Es creu que la ciutat està situada al lloc de l'antic port pescador de Shahru o Shahruva; al segle xiv la veïna illa de Jarun o Jarrun va canviar el nom a Ormuz i va esdevenir un gran centre comercial i el port va esdevenir important i els portuguesos al segle xvi s'hi van establir i el van anomenar Gamru. Els portuguesos foren expulsats pels perses el 1615 i el 1622 els van expulsar també de l'illa d'Ormuz amb ajut de la Companyia Britànica de les Índies Orientals; com agraïment per aquest ajut el xa Abbas I el Gran els va concedir una factoria a Gamru anomenada pels anglesos Gombroon (derivat del persa gumruk = duana o de kamrun = gamba) amb exempció de drets de duana. El xa va rebatejar al port amb el seu nom: Bandar Abbas. Al port s'hi van instal·lar també factories franceses i holandeses i va esdevenir el principal de Pèrsia.
El 1722 els ghilzay van enderrocar als safàvides i això va anar seguit d'invasions dels russos i turcs, revoltes interiors, i altres elements que van paralitzar el comerç. Nadir Shah hi va cobrar impostos i va establir una base naval a Bushahr que va afectar Bandar Abbas, ja que Bushahr (Bushire) va esdevenir aviat el primer port del país. El 1750 el 90% de les cases de la ciutat havien estat abandonades i no gaire temps després el port fou abandonat per les companyies britànica i holandesa. El 1793 la vila i una banda de terra de 150 km fou cedida al sultà d'Oman que la va conservar fins al 1868.
Fins a la segona meitat del segle XX no va recuperar certa prosperitat, accelerada modernament.

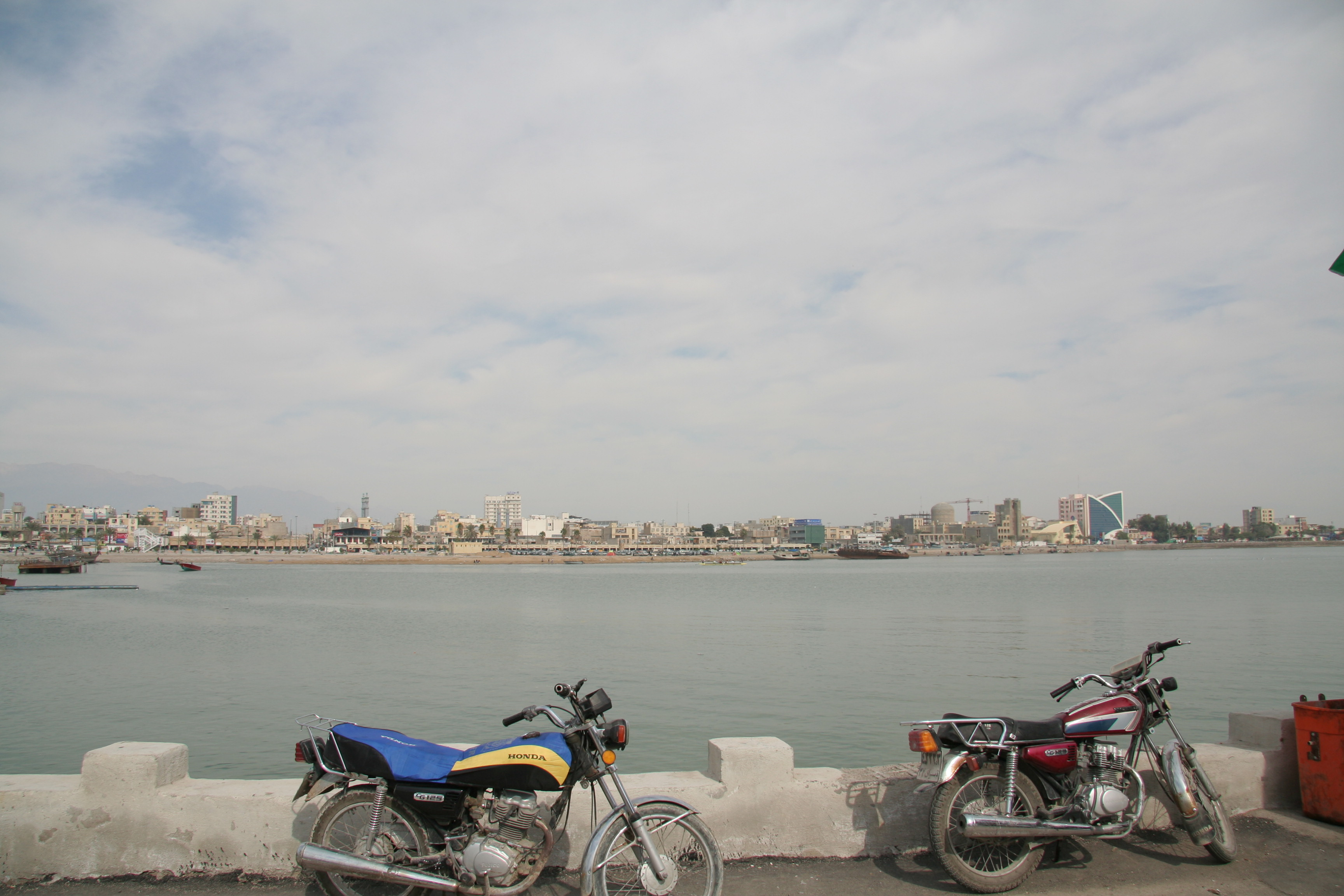
Bandar Abbas el 2007